# Anna Dąbrowska (filolog)
Anna Janina Dąbrowska (ur. 2 kwietnia 1953 w Łodzi) – polska uczona, filolog, specjalizująca się w glottodydaktyce i nauce o współczesnym języku polskim. Profesor, nauczyciel akademicki, związana z Uniwersytetem Wrocławskim.

## Życiorys
Urodziła się w 1953 roku w Łodzi. Jest absolwentką XII Liceum Ogólnokształcącego we Wrocławiu. Po zdanym egzaminie maturalnym w 1972 roku, rozpoczęła studia polonistyczne na Uniwersytecie Wrocławskim, które ukończyła w 1977 roku magisterium pod kierunkiem prof. Antoniego Furdala, zatytułowanym Wartość informacyjna konstytucji dialogu filmowego na podstawie filmu Andrzeja Wajdy „Polowanie na muchy”. Po uzyskaniu absolutorium w tym samym roku, podjęła pracę w Instytucie Filologii Polskiej UWr. Stopień naukowy doktora nauk humanistycznych uzyskała w 1984 roku na podstawie dysertacji napisanej ponownie pod kierunkiem prof. Antoniego Furdala pt. Występowanie i funkcje wołacza w języku polskim. W latach 1987–1990 przebywała na Uniwersytecie Wiedeńskim jako stypendystka fundacji „Pax Christi”. W latach 1992–1995 pełniła funkcję lektora języka polskiego w Ruhr-Uniwersitat w Bochum w Niemczech. Stopień naukowy doktora habilitowanego nauk humanistycznych w zakresie językoznawstwa polskiego otrzymała w 1994 roku na podstawie monografii pt. Eufemizmy współczesnego języka polskiego. W 1997 otrzymała nominację na stanowisko profesora nadzwyczajnego Uniwersytetu Wrocławskiego, a w 2001 roku została mianowana profesorem.
Pełniła wiele funkcji organizacyjnych na macierzystej uczelni. W latach 1996–1999 była członkiem Senatu UWr i przewodniczącą senackiej Komisji Nauki i Współpracy z Zagranicą. Od 1996 roku pełni funkcję kierownika Zakładu Językoznawstwa Stosowanego, dyrektora Szkoły Języka Polskiego i Kultury dla Cudzoziemców, działających przy Instytucie Filologii Polskiej UWr oraz od 1999 roku zastępcy dyrektora Instytutu Filologii Polskiej do Spraw Ogólnych i Finansowych. Ponadto zasiadała w dwóch komisjach Ministerstwa Edukacji Narodowej: Komisji do Spraw Certyfikacji Języka Polskiego jako Obcego oraz Komisji do Spraw Kształcenia i Kwalifikacji Lektorów Języka Polskiego w Zagranicznych Ośrodkach Akademickich. Od września 2000 roku pełni funkcję prezesa Stowarzyszenia Polskich i Zagranicznych Nauczycieli Języka Polskiego i Kultury Polskiej „Bristol”. Jest także członkiem Polskiego Towarzystwa Językoznawczego i Wrocławskiego Towarzystwa Naukowego. Jest redaktorem serii wydawniczej „Język a kultura”.
Anna Janina Dąbrowska jest mężatką, ma dwoje dzieci: córkę Joannę i syna Piotra.

## Nagrody i odznaczenia
Za swoją działalność naukową, jak i dydaktyczną otrzymała w 1981 roku nagrodę Ministra Nauki, Szkolnictwa Wyższego i Techniki oraz czterokrotnie nagrody rektora Uniwersytetu Wrocławskiego.

## Dorobek naukowy
Jej zainteresowania obejmują zagadnienia związane z pragmatyką językową, socjolingwistyką, a także zagadnienia szeroko rozumianej relacji języka i kultury. Ponadto zajmuje się ona słownictwem współczesnego języka polskiego, leksykologią oraz leksykografią, a także problematyką dotyczącą nauczania języka polskiego jako obcego. Wynikiem tych zainteresowań jest szereg publikacji w czasopismach i pracach zbiorowych. Na jej dorobek naukowy składa się około 60 prac, w tym 5 książek. Do ważniejszych prac należą:
- Występowanie i funkcje wołacza w języku polskim. Na materiale od połowy XIX wieku, Wrocław 1988.
- Intensywny kurs języka polskiego dla cudzoziemców, Wrocław 1989.
- Eufemizmy współczesnego języka polskiego. Wrocław 1993.[3]
- Język polski, Wrocław 1998.
- Świat roślin w języku i kulturze, Wrocław 2001.
- Życzliwość i agresja w języku i kulturze, Wrocław 2005.
- Czas, język, kultura, Wrocław 2006.
- Tabu w języku i kulturze, Wrocław 2009.
- Co warto wiedzieć. Poradnik metodyczny dla nauczycieli języka polskiego jako obcego na Wschodzie, Warszawa 2010.